# Capsicum eximium
Capsicum eximium Hunz. è una pianta della famiglia delle Solanacee, nativa nella regione andina del Sud America. Essa, chiamata anche "Ulupica" in Sud America, insieme a Capsicum cardenasii è strettamente imparentata con Capsicum pubescens. Si tratta di una specie a 24 cromosomi, facente parte del Purple corolla clade.
I suoi fiori sono di colore viola, con macchie verdognole. Essa produce piccoli frutti piccanti, rossi una volta maturi. I semi all'interno dei frutti sono di color ocra.